# Ravshan Bozorov
Ravshan Bozorov (russe : Равшан Базаров) (né le 10 mai 1968 à Ferghana, à l'époque en URSS, aujourd'hui en Ouzbékistan) est un joueur de football international ouzbek, qui évoluait au poste d'attaquant, avant de devenir entraîneur.

## Biographie

### Carrière de joueur

#### Carrière en club
Il termine meilleur buteur du championnat d'Ouzbékistan en 1994 en inscrivant 28 buts.

#### Carrière en sélection
Avec l'équipe d'Ouzbékistan, il joue 26 matchs (pour 5 buts inscrits) entre 1992 et 1997. 
Il figure dans le groupe des sélectionnés lors de la Coupe d'Asie des nations de 1996, où son équipe est éliminée au premier tour.
Il joue également 10 matchs comptant pour les tours préliminaires de la coupe du monde 1998.

## Palmarès
Neftchi Ferghana
- Championnat d'Ouzbékistan (3) :
  - Champion : 1992, 1993 et 1994.

- Coupe d'Ouzbékistan (1) :
  - Vainqueur : 1994.